# Achaea nigristriata
Achaea nigristriata is een vlinder van de familie van de spinneruilen (Erebidae). De wetenschappelijke naam van deze soort is voor het eerst voorgesteld door Bernard Laporte in een publicatie uit 1979.
De soort komt voor in Tanzania en is voor het eerst ontdekt in het Usambaragebergte.